# Syzygium walkeri
Syzygium walkeri là một loài thực vật có hoa trong Họ Đào kim nương. Loài này được Merr. & L.M.Perry ex C.T.White miêu tả khoa học đầu tiên năm 1950.